# Происшествие на Саут-стрит
«Происшествие на Саут-стрит» (англ. Pickup on South Street) — чёрно-белый нуаровый триллер Сэмюэла Фуллера, вышедший на экраны 17 июня 1953 года. Главные роли исполняют Ричард Уидмарк и Джин Питерс.

## Сюжет
Дерзкий карманник Скип Маккой крадёт бумажник у девушки по имени Кэнди. В бумажнике находится конверт с микрофильмом, содержащим совершенно секретную правительственную информацию. Кэнди взялась доставить конверт в качестве последней услуги своему бывшему парню Джоуи, не зная при этом ни о содержимом конверта, ни о том, что Джоуи — шпион-коммунист.
Вскоре Скип становится объектом охоты со стороны полиции, ФБР, Кэнди и Джоуи. Кэнди пытается его соблазнить, но безуспешно. Узнав о важности микрофильма, Скип предлагает его любому за $25 000…

## В ролях
- Ричард Уидмарк — Скип Маккой
- Джин Питерс — Кэнди
- Телма Риттер — Мо
- Мёрвин Вай — капитан Дэн Тайгер
- Ричард Кили — Джоуи
- Уиллис Бучи — Зара
- Милбёрн Стоун — Виноки

В титрах не указаны
- Хейни Конклин — пассажир подземки
- Вирджиния Кэрролл — медсестра

## Факты
- Во Франции по требованию управляющих местного отделения «Fox», в прокатной версии фильма коммунистические шпионы превратились в торговцев наркотиками (Порт дурмана, Le port de la drogue).
- Актёрская работа Тельмы Риттер была отмечена номинацией на премию «Оскар».
- Критика относит фильм к документальному направлению нуара, то есть в нём много натурных съемок, а в центре сюжета находится расследование, которое вполне могло бы стать материалом для полноценной газетной статьи. Картина также характеризуется повышенным градусом жестокости по сравнению с сороковыми годами.